# Преображенская старообрядческая община (Москва)
Преображенская старообрядческая община — монастырская община старообрядцев-беспоповцев Федосеевского согласия в Москве, возле Преображенского кладбища.

## История
Община образовалась в 1771 году во время эпидемии чумы в Москве. После обращения старообрядцев-беспоповцев к генерал-губернатору Москвы были выделены земли за Камер-Коллежским валом у Преображенской заставы для организации нового старообрядческого кладбища и карантина для больных старообрядцев. Изначально в 1770-е годы в этом карантине были выстроены временные деревянные быстровозводимые бараки возле Преображенского кладбища. Но со временем старообрядческий купец Илья Ковылин приобрел два кирпичных завода в соседнем селе Семёновском и вместе со своим товарищем купцом Зеньковым на средства старообрядческой общины выстроил целый старообрядческий городок с часовнями и каменными жилыми корпусами по типу знаменитого Выговского монастыря, существовавший долгое время как их частная собственность. В 1808 году, в конце своей жизни, Илья Ковылин самолично путешествовал в Санкт-Петербург, где от лица московских старообрядцев ходатайствовал о том чтобы официально оформить все строения Преображенского старообрядческого карантина в качестве нового благотворительного учреждения Преображенского богадельного дома, так как присвоить статус старообрядческого монастыря не позволяли законы Российской империи. И 15 мая 1809 года устав Преображенского богадельного дома был высочайше утверждён самим императором Александром I, и с этого времени данное гражданское благотворительное учреждения было официально подконтрольно только ведению государственной полиции, но не церковному епархиальному начальству. После этого, постепенно Преображенский богадельный дом приобрёл значение Всероссийского духовного центра старообрядцев-беспоповцев федосеевского согласия.
Одним из первых каменных строений в этом старообрядческом карантине явилось здание Успенской церкви, — построенное в 1784—1790 годах в псевдоготическом стиле, предположительно по проекту архитектора Василия Баженова, или его ученика Фёдора Соколова (в 1854—1857 годах она была частично перестроена по проекту архитектора А. И. Вивьена). Вокруг этой церкви были выстроены каменные жилые корпуса. А в 1806 году была построена каменная ограда с башенками на монастырский манер, и главные врата мужской обители с надвратной пятиглавой Крестовоздвиженской церковью.
Затем по соседству с северной стороны, на расстоянии около ста саженей, был выстроен новый самостоятельный архитектурный ансамбль — женский двор с шестью корпусами, и также обнесённый похожей каменной оградой с надвратным корпусом, где в 1811 году посреди двора была возведена главная Крестовоздвиженская церковь женской старообрядческой общины.
Во время расцвета в этой старообрядческой общине жили и окормлялись в её часовнях более 3 тысяч человек.
Но в конце 1830-х и в 1840-е годы, при правлении императора Николая I на Преображенском кладбище прошли несколько ревизий и полицейских розысков. Большая часть лидеров этой старообрядческой общины были судимы как за финансовые махинации в Преображенском богадельном доме, так даже и за оскорбление царского величества и за подстрекательство к мятежу, и высланы из Москвы в ссылки на постоянное место жительства по различным городам Российской империи. И община отчасти распалась, и разъехались по этим городам вместе со своими наставниками. Часть общины перебралась за границу — в Пруссию, и там был создан старообрядческий Войновский монастырь в посёлке Экертсдорф (бывшая Восточная Пруссия, ныне посёлок Войново в районе Мазурских озёр — на северо-востоке Польши).
После этого в Преображенском богадельном доме остались жить, как и было положено по уставу этой богадельни, лишь нетрудоспособные лица (престарелые, больные, немощные и калеки), которых мужского пола было не больше 25 человек, а женского пола менее 300 человек. И так как на женском дворе пустовало несколько корпусов, то поэтому женский двор разделили забором на две половины, из которых западная часть стала женским двором, а на другую свободную восточную половину двора с большим корпусом поселили нетрудоспособных мужчин.
После чего весь первоначальный мужской двор Преображенского богадельного дома с Успенской и надвратной Воздвиженской церквями был выкуплен Святейшим правительствующим синодом у Преображенского богадельного дома и превращён в Никольский единоверческий мужской монастырь.
Официально Преображенская старообрядческая община как религиозная организация была зарегистрирована лишь в 1906 году, после издания 17 (30) октября 1905 года царского Манифеста, вводившего гражданские свободы, в частности, свободу совести и свободу вероисповедания.
После революции 1917 года Преображенская старообрядческая община была упразднена, но в Советское время сохранялась действующая Крестовоздвиженская старообрядческая церковь на территории бывшей женской старообрядческой общины.
А с 1990-х годов в корпусах женского двора бывшего Преображенского богадельного дома и Крестовоздвиженской церкви вновь возрождена старообрядческая поморская община. Но вход на её территорию чаще всего закрыт для посторонних посетителей.